# 帝国船舶
帝国船舶株式会社（ていこくせんぱく）は、第二次世界大戦期の日本に存在した海運会社である。戦時体制下での外国船による船腹確保を目的として、大手海運会社9社の出資により設立された国策会社であった。

## 沿革
1937年（昭和12年）の日中戦争開始による軍需輸送の増大や、1939年（昭和14年）の第二次世界大戦開始による世界的な船舶需要拡大、各国の海運統制強化などのため、日本は商船の船腹不足に悩むようになった。そこで、外国船取得による自国商船確保を目的として、政府の要請を受けて設立されることになったのが帝国船舶である。
設立には、日本郵船、大阪商船、三井物産（船舶部）、山下汽船、川崎汽船、国際汽船、大同海運、三菱商事（船舶部）および辰馬汽船の大手海運会社9社が参加した。資本金1000万円は各社が均等出資し、役員も各社へ1人ずつ均等に割り当てられ、代表者には国際汽船社長の黒川新次郎が選ばれた。
設立後は政府の統制下で運営されたが、太平洋戦争終結後の1946年（昭和21年）11月に株主総会で解散が決議され、消滅することになった。

## 事業
設立目的の通り、帝国船舶は外国船舶の確保を事業内容とした。1940年(昭和15年)8月6日に帰国不能となって大連港に在泊中のドイツ商船2隻を購入したのを皮切りに、当初は外国船の購入を進め、1941年（昭和16年）2月末までにドイツ商船5隻を取得した。それ以降は国際情勢の影響などで購入が困難となったことから、傭船中心に切り替え、1944年（昭和19年）までにドイツ、イタリア、ノルウェー、ギリシャ船籍などの商船37隻を雇い入れ、合計42隻の船隊となった。太平洋戦争中には、政府間交渉で徴用された貨客船「帝亜丸」（17,536トン、旧仏船Aramis）などフランス船11隻を依託された。帝国船舶の管理下に入った外国船の多くは、陸軍輸送船「帝興丸」（15,105トン、旧仏船D'Artagnan）や「帝北丸」（5,795トン、旧仏船Persee）などのように「帝」の文字で始まる船名に変更されている。
実際の船舶の運航は帝国船舶が行うのではなく、出資した各海運会社に委託または転貸する形式で行われた。1942年（昭和17年）の船舶運営会設立後は、国家徴用船として船舶運営会に一括傭船され、さらに民間の海運会社へと運航委託されている。一般の海運会社保有船と同様、軍による徴用の対象にもなった。
ビスマルク海海戦で撃沈された貨客船「帝洋丸」（6,863トン、旧独船Saarland）など保有船のほとんどが戦没し、終戦の日の残存船は帝山丸（1,544トン、元スウェーデン船Miramar）
のみであった。

## 船舶一覧
＊印の船は柳船として日本に来ていた船。
1. 帝雲丸(川崎汽船委託、1,548トン) - 旧独貨物船ブレーメルハーフェン(Bremerhaven)。1940年8月6日購入。1942年1月1日、リンガエン湾にて触雷沈没。
2. 帝海丸(三井物産船舶部委託、7,691トン) - 旧独貨客船フルダ(Fulda)。1940年8月6日購入。1944年12月30日、マタ38船団参加中、ルソン島西方沖で空爆を受けて大破炎上。総員退去後、漂流し座礁。
3. 帝洋丸(辰馬汽船委託、6,863トン) - 旧独貨客船ザールランド(Saarland)。1940年9月30日購入。1943年3月3日、ニューギニア島南東沖で空爆を受け被弾沈没[4]。(ビスマルク海海戦)
4. 帝福丸(三井物産船舶部委託、5,198トン) - 旧独貨物船R.C.リクマス(R.C.Rickmers)。1940年11月購入。1942年12月29日、犬吠埼沖で米潜トリガーが敷設した機雷に触れて大破し座礁。1943年1月4日放棄[5][6]。
5. 帝龍丸(大同海運委託、6,550トン) - 旧独貨物船アウクスブルク(Augsburg)。1940年12月5日購入。1944年7月19日、ユタ09船団参加中[7]、ルソン島北西沖で米潜ガードフィッシュの雷撃により沈没[8]。
6. 帝祥丸(川崎汽船委託、7,974トン) - 旧独貨物船ハーフェンシュタイン(Havenstein)。1941年4月傭船。1944年10月12日、高雄沖にて空爆を受け被弾沈没。
7. 安宅丸(山下汽船委託、5,248トン)[9] - 旧伊貨客船アダ(Ada)。1941年4月傭船。1943年8月23日、第7822船団参加中、遠州灘で米潜パドルの雷撃により沈没[10][11]。
8. ＊帝仙丸(三菱汽船委託、5,050トン) - 旧独貨物船ウルスラ・リクマス(Ursula Rickmers)。1941年5月28日傭船。1944年5月3日、パラワン島北西沖で米潜フラッシャーの雷撃により沈没[12]。
9. 星丸(山下汽船委託、2,897トン) - 旧ノルウェー貨物船フォッシュ(Foch)[13]。1941年7月7日傭船。1945年7月25日、舞鶴付近で触雷沈没。
10. トルナトール号(山下汽船委託、4,964トン) - 旧フィンランド貨客船トルナトール(Tornator)。1941年8月11日傭船。1942年1月26日、御前崎東方で座礁し、30日放棄[14]。
11. 泰丸(4,713トン) - 旧ギリシャ貨物船バレンタイン(Valentine)[15]。1941年8月12日傭船。1942年9月24日、樺太沿岸で座礁し、のち沈没。
12. 浦戸丸(山下汽船委託、5,903トン) - 旧ギリシャ貨客船エラト(Erato)[16]。1941年9月6日傭船。1944年10月19日、マニラにて空爆を受けて被弾沈没。(マニラ空襲)
13. ＊帝瑞丸(大同海運委託、5,428トン) - 旧独貨客船モーゼル(Mosel)。1941年9月傭船。1945年4月18日、関門海峡で触雷大破、座礁放棄。
14. ティルダ号/アンネット・フリッツェン号(東亜海運委託、2,774トン) - 旧フィンランド貨物船ティルダ(Tilda)[注釈 2][13]。1941年11月11日傭船。1945年7月26日、釜山港外で触雷沈没。
15. 帝安丸(大同海運委託、5,387トン) - 旧伊貨物船ヴェネツィア・ジュリア(Venezia Giulia)[注釈 3][15]。1941年11月傭船。1942年1月9日、房総半島沖で米潜ポラックの雷撃により沈没[注釈 4][17][18]。
16. 青木丸(山下汽船委託、3,710トン) - 旧伊貨物船アンバ・アラジ(Amba Aragi)[19]。1941年12月20日傭船。1944年11月13日、マニラにて空爆を受けて被弾沈没。(マニラ空襲)
17. サド号(山下汽船委託、3,039トン) - 旧ポルトガル貨物船サド(Sado)。1941年12月傭船。1942年4月10日、伊豆大島北方沖で米潜スレッシャーの雷撃により沈没[20]。
18. プルート号(山下汽船委託、3,832トン) - 旧ポルトガル貨物船プルート(Pluto)[13]。1942年1月10日傭船。1945年6月24日、珍島西方沖にて空爆を受け被弾沈没。
19. 帝久丸(三井物産船舶部委託、2,332トン) - 旧デンマーク貨物船グスタフ・ディーデリヒセン(Gustav Diedericksen)[21]。1942年3月傭船。1942年9月2日、襟裳岬南東沖で米潜ガードフィッシュの雷撃により船体を分断され沈没[22][23]。
20. 帝坤丸(飯野海運委託、5,113トン) - 旧独タンカーヴィネトウ(Winnetou)。1942年4月傭船。1944年8月12日、ミ13船団参加中[24]、ミンドロ島沖で米潜パファーの雷撃により沈没[25]。
21. 帝楓丸(三井物産船舶部委託、7,110トン) - 旧仏貨物船ブーゲンヴィル(Bougainville)。1942年4月傭船。1945年1月21日、高雄で空爆を受け沈没。(グラティテュード作戦)
22. 帝村丸(三井物産船舶部委託、7,007トン) - 旧仏貨物船ヴィル・ド・ヴェルダン(Ville de Verdun)[26]。1942年4月傭船。1942年10月14日、第174船団参加中、台湾沖[27]で米潜フィンバックの雷撃を受け漂流した後沈没[28][29][30]。
23. 帝香丸(大阪商船委託、8,007トン) - 旧仏貨客船キャプ・ヴァレラ(Cap Varella)。1942年4月傭船。1945年5月7日、響灘で触雷沈没。
24. 帝北丸(三井物産船舶部委託、5,795トン) - 旧仏貨物船ペルセ(Persee)。1942年4月傭船。1945年8月11日、朝鮮半島東岸沖で米潜ジャラオの雷撃により沈没。
25. 帝興丸(日本郵船委託、15,105トン) - 旧仏貨客船ダルタニャン(D'Artagnan)。1942年5月6日傭船。1944年2月22日、南ナツナ島東北東沖で米潜パファーの雷撃により沈没[31][32][33]。
26. 帝亜丸(日本郵船委託、17,536トン) - 旧仏貨客船アラミス(Aramis)。1942年5月6日傭船。1944年8月18日、ヒ71船団参加中、ルソン島北西沖で米潜ラッシャーの雷撃により沈没[34][35]。
27. 帝京丸(日本郵船委託、18,765トン) - 旧伊客船コンテ・ヴェルデ(Conte Verde)。1942年5月傭船。1943年9月11日、上海港にて自沈。後浮揚され壽丸と改名するが、1945年7月25日、空襲により大破擱座。1950年に浮揚し返却。
28. 巴竜丸(山下汽船委託、3,904トン) - 旧伊貨物船グレナティエーレ・パドゥーラ(Granatiere Padula)。1942年6月傭船。1943年9月1日、朝鮮半島沿岸で座礁し、のち沈没。
29. 帝立丸(大阪商船委託、9,877トン) - 旧仏貨客船ルコント・ド・リール(Leconte de Lisle)。1942年6月傭船。1945年7月28日、舞鶴南方沖で触雷大破、座礁放棄。1948年8月18日に浮揚修理され、1950年12月22日返却。
30. 帝春丸(東亜海運委託、2,251トン) - 旧仏貨物船タイ・スン・ホン(Tai Seun Hong)。1942年6月傭船。1942年8月26日、中国台山列島東方沖で米潜ハダックの雷撃により沈没[36]。
31. 帝連丸(東亜海運委託、3,004トン) - 旧仏貨客船グーベルヌール・ジェネラル・アレクサンダー・ヴァレンヌ(Gouverneur General Alexander Varenne)。1942年6月傭船。1943年12月1日、香港で空爆を受け沈没。
32. 帝望丸(三菱汽船委託、4,472トン) - 旧デンマーク貨物船ノルドボ(Nordbo)[26]。1942年7月1日傭船。1942年9月25日、第336船団[37]参加中、インドシナ半島近海で米潜サーゴの雷撃により沈没[38]。
33. 帝欣丸(東亜海運委託、1,972トン) - 旧仏貨物船キンディア(Kindia)。1942年7月傭船。1943年7月27日、海南島西岸沖で米潜タンバーが敷設した機雷[39]に触れ沈没。
34. 帝宝丸(川崎汽船委託、1,230トン) - 旧独貨物船ボゴタ(Bogota)。1942年9月傭船。1943年返却[40]。1945年5月、ドイツ降伏に伴い捕獲され、ボゴタ丸として運航。終戦時残存し、1950年返還。
35. ＊帝珠丸(川崎汽船委託、1,230トン) - 旧独貨物船キト(Quito)。1942年9月傭船。1943年返却[41]。1945年4月29日、ボルネオ島沖で米潜ブリームの雷撃により沈没[42][43]。
36. 燕京丸(山下汽船委託、2,278トン) - 旧伊貨客船エンデッタ(Enderta)。1942年10月傭船。1945年4月18日、済州島近海にて空爆を受け被弾沈没。
37. 帝美丸(大阪商船委託、10,085トン) - 旧仏貨客船ベルナルタン・ド・サン・ピエール(Bernardin de Saint Pierre)。1942年10月傭船。1943年10月10日、第432船団参加中[44]、カムラン湾北東沖で米潜ボーンフィッシュの雷撃により沈没。
38. 杭寧丸(山下汽船委託、1,922トン) - 旧伊貨物船フリエリ・コンソリーニ(Furiere Consolini)。1942年11月傭船。1944年8月2日、三重県沖で米潜トートグの雷撃により沈没。
39. 松王丸(山下汽船委託、1,911トン) - 旧伊貨物船マテオ・リッチ(Matteo Ricci)[16]。1943年1月傭船。1945年6月13日、関門海峡で触雷沈没。
40. 南進丸(南洋海運委託、1,422トン) - 旧中国貨客船泳安(Yun-Gan)[13]。1943年3月23日傭船。1944年6月16日、マカッサル海峡で米潜ブルーフィッシュの雷撃により沈没[45]。
41. 帝山丸(三井船舶委託、1,554トン) - 旧スウェーデン貨客船ミラマー(Miramar)。1943年5月傭船。終戦時残存。終戦後米軍に接収され、1949年9月返却。
42. 帝雄丸(三井船舶委託、5,753トン) - 旧伊貨物船カリニャーノ(Carignano)。1943年8月24日傭船。1944年11月13日、マニラにて空爆を受けて被弾沈没。(マニラ空襲)